# 奧克拉河
奧克拉河（白俄羅斯語：Окра）是白俄羅斯的河流，屬於第聶伯河的左支流，由戈梅利州負責管轄，河道全長31公里，流域面積293平方公里，流經第聶伯低地。